# 미나미타비라촌
미나미타비라촌(南田平村)은 나가사키현 기타마쓰우라군에 있던 촌이다. 현재는 대부분 히라도시에 해당하지만, 일부는 사세보시에 해당한다.

## 역사
- 1889년 4월 1일 - 정촌제 시행에 의해 기타마쓰우라군 미나미타비라촌이 성립하였다.
- 1954년 4월 1일 - 다비라촌과 합병해 다비라정이 성립하여 미나미타비라촌은 소멸하였다.

## 교통

### 철도
- 일본국유철도
  - 마쓰우라선

## 참고문헌
- 角川日本地名大辞典 42 長崎県